# Giuliana Lojodice
Giuliana Lojodice, née le 12 août 1940 à Bari, est une actrice italienne.

## Biographie
À l'âge de quatorze ans, elle commence à auditionner pour le théâtre et, en 1955, elle fait ses débuts dans un rôle mineur dans la pièce en quatre actes d'Arthur Miller, Les Sorcières de Salem, mise en scène par Luchino Visconti. En 1958, elle fait ses débuts dans un rôle principal, remplaçant Monica Vitti, qui avait eu des désaccords avec le réalisateur Giacomo Vaccari, dans le téléfilm L'imbroglio. Devenue célèbre surtout comme actrice de théâtre et de télévision, elle joue le rôle de la première petite amie malchanceuse du protagoniste (Warner Bentivegna) dans le téléfilm Una tragedia americana de 1962, adapté du roman du même nom de Theodore Dreiser ; en 1964, elle anime le Festival de Sanremo, avec Mike Bongiorno, tandis que ses dernières prestations sur le petit écran incluent Perlasca - Un eroe italiano, réalisé par Alberto Negrin.
Giuliana Lojodice en 1965
Elle a également joué dans trois séries de l'émission télévisée publicitaire Carosello : en 1972 et 1973, en compagnie de Lloyd Adriatico ; en 1974 et 1975, avec Aroldo Tieri, pour la société Polenghi Lombardo et en 1976, avec Jacques Stany et Franco Angrisano pour la société Vismara. Elle a joué dans quelques films, dont  notamment La vie est belle de Roberto Benigni (1997). Elle est lauréate du prix Gassman pour le mérite artistique.

### Vie privée
Née à Bari, sœur de la chorégraphe Leda Lojodice, elle déménage à Rome à l'âge de sept ans avec ses parents et ses frères et sœurs, lorsque son père, avocat, est nommé directeur général de l'Istituto nazionale per l'assicurazione contro gli infortuni sul lavoro (INAIL). À 16 ans, Lojodice s'inscrit à l'Académie nationale d'art dramatique Silvio-D'Amico, mais abandonne ses cours avant de passer ses examens. Après une histoire d'amour avec l'acteur et metteur en scène Leopoldo Trieste, elle épouse en 1960 l'acteur et impresario Mario Chiocchio (1927-2017), avec qui elle a deux enfants.
Après une relation amoureuse avec l'acteur et réalisateur Leopoldo Trieste, elle épouse en 1960 l'acteur et impresario Mario Chiocchio (1927-2017), avec qui elle a deux enfants. Après la fin de ce mariage, elle se remarie en 1989 avec l'acteur Aroldo Tieri, son compagnon également sur scène.

## Filmographie

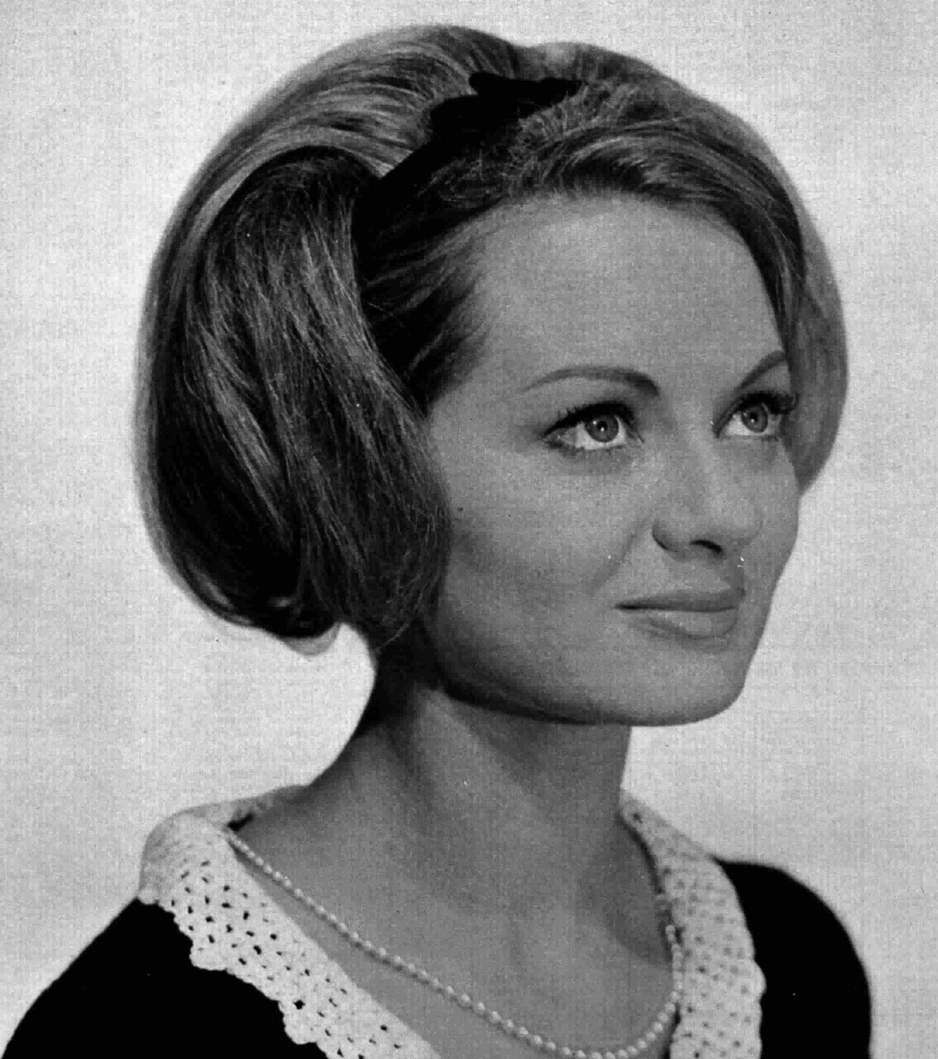
Giuliana Lojodice en 1965.

### Cinéma
- 1960 : La dolce vita de Federico Fellini : La gouvernante chez les Steiner
- 1963 : I terribili sette de Raffaello Matarazzo : La mère de Neonato
- 1964 : Le Jeudi (Il giovedì) de Dino Risi :
- 1965 : L'Amant paresseux (Il morbidone) de Massimo Franciosa : Paola
- 1968 : Nos héros réussiront-ils à retrouver leur ami mystérieusement disparu en Afrique ? (Riusciranno i nostri eroi a ritrovare l'amico misteriosamente scomparso in Africa?) d'Ettore Scola : Marisa Sabatini
- 1997 : La vie est belle (La vita è bella) de Roberto Benigni : La directrice
- 1999 : Hors du monde (Fuori dal mondo) de Giuseppe Piccioni : La mère de Caterina
- 2001 : Riconciliati de Rosalía Polizzi (it) : Marcella
- 2002 : Il mare non c'è paragone (it) d'Eduardo Tartaglia (it) : Mme Gabriella
- 2013 : Una piccola impresa meridionale (it) de Rocco Papaleo : Mamma Stella
- 2014 : Il ricco, il povero e il maggiordomo (it) d'Aldo, Giovanni e Giacomo et Morgan Bertacca (it) : Calcedonia Randone
- 2022 : I cassamortari (it) de Claudio Amendola : Anna Pasti